# نشانگان جزیره

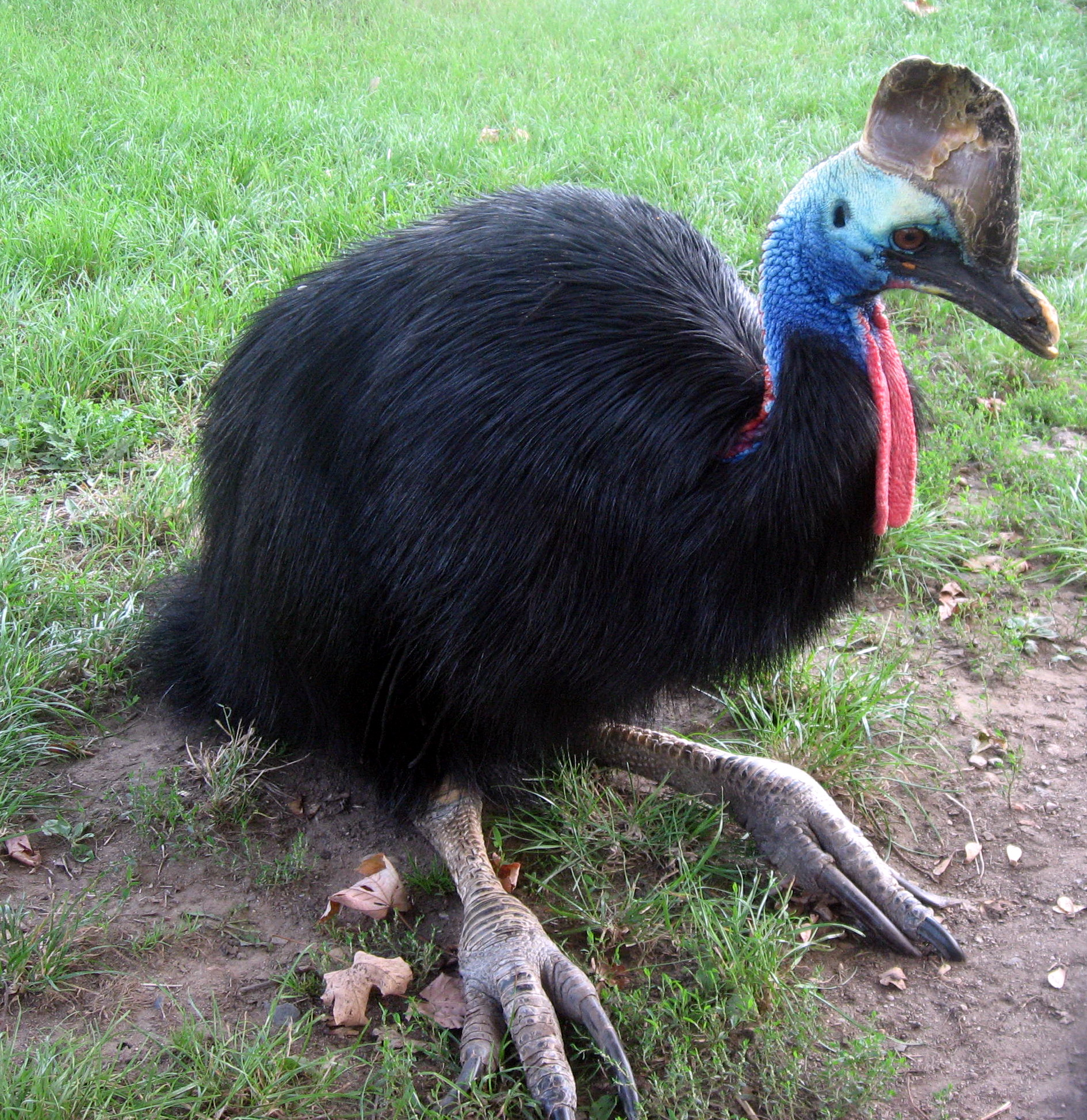
شترمرغ شاخدار جنوبی، یک بی‌تیغه صحرایی بومی اندونزی، گینه نو و شمال شرقی استرالیا است که غول‌پیکری جزیره‌ای و پرهای تکریختی جنسی را نشان می‌دهد، که هر دو ویژگی نشانگان جزیره‌ای هستند.

نشانگان جزیره یا سندرم جزیره (به انگلیسی: Island syndrome) تفاوت‌های ریخت‌شناسی، بوم‌شناسی، فیزیولوژی و رفتار گونه‌های جزیره‌ای را در مقایسه با همتایان قاره‌ای آنها توصیف می‌کند. این تفاوت‌ها به دلیل فشارهای بوم‌شناختی متفاوتی که بر گونه‌های جزیره‌ای تأثیر می‌گذارد، از جمله کمبود شکارچیان بزرگ و گیاه‌خواران و همچنین آب‌وهوای معتدل به وجود می‌آیند.